# Lorne Campbell (historien de l'art)
Pour les articles homonymes, voir Lorne Campbell et Campbell.
Ian Lorne Campbel, né en 20 novembre 1946 à Stirling (Royaume-Uni), est un historien de l'art et conservateur de musée écossais.
Lorne Campbell a été conservateur principal de recherche Beaumont à la National Gallery de Londres de 1996 à 2012 et, de 1974 à 1996, a enseigné la Renaissance du Nord à la Courtauld Institute of Art de l'Université de Londres. Il a présidé de grandes expositions à la National Gallery et dans d'autres musées, notamment celles de Rogier van der Weyden à Louvain en 2009 et du Prado en 2015.

## Biographie
Lorne Campbell naît à Stirling en 1946. Il obtient son diplôme de premier cycle à l'Université d'Édimbourg et son doctorat à l'Université de Londres en 1973. Entre 1970 et 1971, il enseigne à l'Université de Manchester, puis à l'Université de Cambridge.
Il est l'auteur de nombreux ouvrages sur l'art des XIVe, XVe et XVIe siècles, et est un spécialiste réputé de la peinture des Pays-Bas. Ses contributions à la recherche et à la connaissance de cette période sont comparables à celles de Max Jakob Friedländer et Erwin Panofsky. Son catalogue de 1998, The Fifteenth Century Netherlandish Paintings, a été décrit comme « normatif ». Il a publié des articles dans, entre autres, les revues The Burlington Magazine et The Connoisseur. Il publie en 2014 son livre The Sixteenth Century Netherlandish Paintings with French Paintings before 1600, un catalogue analysant 85 œuvres de la collection de la National Gallery, Londres.
Lorne Campbell vit à Londres.

## Prix et honneurs
Le 20 octobre 2016, la Faculté des lettres de l'université de Louvain (KU Leuven) lui a décerné un doctorat honorifique en reconnaissance de son travail sur l'art des Pays-Bas des XVe et XVIe siècles,.

## Publications
- The Sixteenth Century Netherlandish Paintings, with French Paintings Before 1600, London : National Gallery, 2014  (ISBN 978-1-85709-370-4)
- Renaissance Faces: Van Eyck to Titian, (avec Miguel Falomir, Jennifer Fletcher, Luke Syson), London : National Gallery, 2011  (ISBN 978-1-85709-407-7).
- Rogier van der Weyden: 1400–1464. Master of Passions, (avec Jan Van der Stock (nl)), Leuven : Davidsfonds, 2009  (ISBN 978-90-8526-105-6).
- Van Der Weyden. London : Chaucer Press, 2004  (ISBN 978-1-904449-24-9)
- Art in the Making: Underdrawings in Renaissance Paintings (with Rachel Billinge). London : National Gallery, 2002  (ISBN 978-0-300-09225-7)
- The Fifteenth Century Netherlandish Paintings, National Gallery, 1998  (ISBN 978-0-300-07701-8)
- Renaissance Portraits: European Portrait-Painting in the 14th, 15th and 16th Centuries, Yale University Press, 1990  (ISBN 978-0-300-04675-5)
- Early Flemish Pictures in the Collection of the Queen (The Pictures in the Collection of Her Majesty the Queen), Cambridge University Press, 1985  (ISBN 978-0-521-26523-2)
- Hugo van der Goes and the Trinity Panels in Edinburgh (avec Colin Thompson), Edinburgh : National Gallery of Scotland, 1974  (ISBN 978-0-903148-02-3)